# 아노말리: 타임 게이트
《아노말리: 타임 게이트》(영어: The Anomaly)는 2014년 공개된 영국의 SF 액션 스릴러 영화이다.

## 출연

### 주연
- 노엘 클라크
- 이안 소머헐더
- 브라이언 콕스

### 조연
- 알렉시스 냅
- 루크 헴스워스
- 나이올 그레이그 펄턴
- 마이클 비스핑
- 알리 쿡
- 아트 파킨슨
- 쿠머드 팬트